# Aprionus ferulae
Aprionus ferulae är en tvåvingeart som beskrevs av Boris Mamaev 1998. Aprionus ferulae ingår i släktet Aprionus och familjen gallmyggor.
Artens utbredningsområde är Turkmenistan. Inga underarter finns listade i Catalogue of Life.